# اشتراكية نقابية

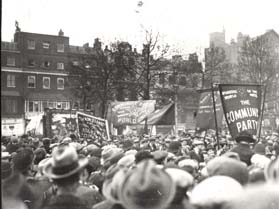

الاشتراكية النقابية حركة سياسية تدعم سيطرة العمال على الصناعة من خلال النقابات، نشأت في المملكة المتحدة في الربع الأول من القرن العشرين وارتبطت بقوة بالمفكر الاشتراكي جورج دوجلاس هوارد كول متأثرة بأفكار الاشتراكي وليم موريس.
ترفض الاشتراكية النقابية كلا من الرأسمالية واشتراكية الدولة المركزية، ويركز الاشتراكيين النقابيين على التنظيم الذاتي للنقابات كأساس للديموقراطية الإقتصادية. تدعو الاشتراكية النقابية إلى اعتماد الملكية العامة والإدارة الذاتية والوصول إلى مجتمع تعاوني يقوم على أساس اللامركزية والجودة العالية المستدامة والمساواة الاجتماعية من خلال نقابات ذاتية الإدارة ومملوكة للعمال وإرساء قواعد المبادئ التعاونية. والاشتراكية النقابية التي استوحيت جزئيًا من قِبل نقابات الحرفيين والعمال المهرة التي ظهرت في إنجلترا في العصور الوسطى هي حركة قديمة تعود إلى 1840 سعت لإعادة تنظيم الشركات في نقابات مؤسسة على نظام نقابات القرون الوسطى. ففي عام 1906، نشر آرثر بنتلي كتاب «استعادة النظام النقابي» الذي كان يعارض نظام إنتاج المصانع ودعا إلى العودة إلى فترة سابقة من الإنتاج الحرفي الذي تنظمه النقابات، ثم في العام التالي أصبحت مجلة «العصر الجديد» داعية للاشتراكية النقابية في سياق الصناعة الحديثة بدلا من نظام القرون الوسطى الذي يفضله بنتلي.
وكذلك تسلم الاشتراكية النقابية بالنقد الاقتصادي الماركسي للرأسمالية كنظام للعمل المأجور المُستغِل الذي تحوّل فيه الأفراد إلى سلع تُشترى وتُملك من خلال سوق الصرف، ويميز الاشتراكيون النقابيون أنفسهم عن الحركات اليسارية الأخرى من خلال التأكيد على مفهوم الاغتراب الناجم عن عبودية الأجر التي تخلق شعورًا بفقدان الكرامة خلال صفوف الطبقة العاملة. لا تعيد الرأسمالية إنتاج التمييز الاقتصادي فقط بل تخلق أيضًا تفاوت شاسع بارتقاء مكانة مجموعة صغيرة من الأفراد، بينما تخضع الجماعة الإنسانية لمهانة الامتلاك والتسلط في أماكن العمل. وغاية الاشتراكية النقابية معالجة كل أشكال التمييز، ومد الجميع بحرية التأثير على جميع جوانب حياتهم من خلال «الديمقراطية الوظيفية». ولا يمكن تحقيق هذه الأهداف إلا من خلال تثبيت الديمقراطية في مكان العمل أي المعمل كأمر أساسي لمعالجة الوضع القائم ومعالجة التمييز المادي المتأصل في المجال الاقتصادي. يعتقد النقابيون أن ذلك ضروري لتحويل المجتمع على مستوى الإنتاج، بما أنه مكمن السلطة الحقيقي. ويلتقط صمويل جورج هوبسون هذا الاعتقاد في شعار «السلطة الاقتصادية تسبق السلطة السياسية».

## الاشتراكية النقابية: ديمقراطية وظيفية
يؤكد الاشتراكيون النقابيون أن رفاهية المجتمع تتعاظم عندما يكون للأفراد تأثير حقيقي على جميع الأنشطة أو الوظائف التي تؤثر على حياتهم. وأن المجتمع يحقق إمكاناته الكاملة عندما يصبح للأفراد أقصى حرية للتعبير عن الذات والإبداع. والديمقراطية الوظيفية لا تصبح ممكنة إلا عندما يؤثر المواطنين على جميع الأنشطة المتخصصة في حياتهم. لذلك ينبغي أن يكون لكل وظيفة هيئاتها التمثيلية المسؤولة المسؤولية الكاملة أمام الناخبين. وينبغي أن يكون الممثلين متاحين تمامًا لناخبيهم الذين سيصبح لهم القدرة على الدعوة إلى إقالة هؤلاء الممثلين في أي وقت بسبب انحرافهم أو عدم كفاءتهم.
لا يمكن تثبيت الديمقراطية على المستوى الهيكلي ببساطة، لكن يتطلب أيضًا تغيير الأفراد من «مواطنين سلبيين» إلى «مواطنين فاعلين» لديهم الدافع والقدرة على المطالبة باستعمال حقوقهم الديمقراطية. فقد تكونت الدولة الطبيعية من أجل المواطنين الفاعلين الذين لديهم القدرة والرغبة في التعبير عن آرائهم علنا. لكن الرأسمالية أفسدت هذه الدولة الطبيعية وخلفت مواطنين سلبيين عن طريق عملية عبودية الأجر التي تهيئ الأفراد للخضوع في أماكن العمل. وبينما يقبل الأفراد ذهنية الخضوع في العمل، فإنهم يتعلمون أيضا قبول التفويض السلبي للسلطة السياسية للسياسيين النائين في نظام سياسي غير خاضع للمساءلة إلى حد كبير. لا يمكن أن تتحول هذه العقلية إلا بالملكية الديمقراطية للمعامل حتى تتمكن القوى العاملة من تحمل مسؤولية أنشطتها الرئيسية في حياتها.
الاشتراكية النقابية تفوض المسؤولية الجماعية للقوى العاملة في جميع المعامل التي ستصبح ذاتية الحكم وفقًا لمجالس ديموقراطية منتخبة. وستندمج هذه المعامل الديمقراطية في النقابات الصناعية التي من شأنها أن تقود حركة الصناعة نحو المصلحة العامة. وتظهر مسوؤلية النقابات في حل الصراعات داخل المعامل الديمقراطية وبين المؤسسات التجارية في السوق. كذلك هذه النقابات الصناعية ستتكون من ممثلين منتخبين ومسؤولين من مختلف الصناعات يمكن إقالتهم من مراكزهم في حال استدعائهم والتحقيق معهم.
سيتسع هذا نموذج من الديمقراطية الوظيفية عموديًا على المجال السياسي لأجل وظائف محددة في المجتمع، وبالمثل فإن النقابات والهيئات السياسية ستتلاقى أفقيا على المستوى المحلي والإقليمي والوطني مع دعمها بالممثلين للإشراف على قراراتها الرئيسية، وسيقسم النفوذ السياسي عبر هذه المستويات على المدن والمجتمعات الريفية المنظمة في «البلديات» التي ستتحكم بسلطة سياسية كبيرة وتشرف على العديد من الوظائف الرئيسية.
إن عملية تحويل المعامل إلى مؤسسات إدارية ديمقراطية ستحول الدولة أيضًا إلى هيئة أكثر تمثيلا حيث أن المعامل الديموقراطية والنقابات ستجتمع لتشكيل الدولة الوطنية.

## جورج دوجلاس هوارد كول ونظرية روسو عن الإرادة العامة
كان لمفهوم جان جاك روسو عن الإرادة العامة دورًا مؤثرًا في نموذج جورج هوارد كول للاشتراكية النقابية.
يرى روسو مفهوم «الإرادة» بصفته الخلق الواعي للقرار العقلاني، والإرادة العامة هي الإرادة الجماعية لأي مجموعة، فهي رغبة أو مصلحة المجموعة ككل، والتي ينظر إليها على أنها المسوغ الشرعي الوحيد للنشاط السياسي، حيث تكتسب سيادة القانون شرعيتها أيضًا من خلال الإرادة العامة. تهدف نظرية روسو عن الإرادة العامة أن تدلنا إلى استنتاج مفاده أن أكبر مستوى للإدارة السياسية ينبغي أن يكون على مستوى الدولة المدينة. ويستند هذا الاستنتاج على أنه كلما تضخمت مساحة الدولة كلما زادت حاجتها إلى بسط سيطرتها.
أحيت نظرية الإرادة العامة اعتقاد كول بأن الديموقراطية يجب أن تنظم على مستويات وظيفية عن طريق جمعيات ذاتية الإدارة (مثل المعامل الديموقراطية) تجمع وتمثل الإرادة العامة لأعضاءها. تمثل هذه الجمعيات الوظيفية أفضل وضع للحصول على إرادة عامة مجمّعة ومترابطة بما أنها مكونة من عضوية جمعيات أصغر من الدولة القومية.
يختلف كول عن كثير من الاشتراكيين النقابيين الآخرين في التأكيد على مستوى عال من استقلالية المعامل عن النقابات والدولة، حيث ينبغي أن تتكون النقابات من الجمعيات الوظيفية ذاتية الإدارة ومن المعامل الديموقراطية التي ستمنح أعضاءها حرية التأثير الأساسية. وينبغي أن يتاح للأفراد في الجمعيات كل فرصة للمشاركة في الفعاليات لأن ذلك أفضل تشجيع للتعبير عن الذات، وهذا يناقض رؤية صمويل جورج هوبسون بأن «على النقابات أن تحدد لكل عامل دوره وواجبه». (لامب صفحة 284)
يظل المعمل أو غيره من الجمعيات وظيفية، مثل مجالس المحلية وجمعيات المستهلكين لكونها مجموعات صغيرة متحدة يحتمل امتلاكها لهدف مشترك، أفضل المراكز للحصول على الإرادة العامة من بين أعضائها. كذلك تهدف نظرية كول عن الاشتراكية النقابية إلى تركيز التمثيل السياسي في هذه الجمعيات الوظيفية، التي من شأنها أن تعبر عن إرادة مجموعاتهم العامة داخل شبكة تدعى النقابة. حيث أن كول لم يتوقع وجود تناقض كبير بين إرادة هذه الجمعيات الوظيفية العامة وإرادة المجتمعات العامة ككل.
«ركز كول على اقتراح روسو بأن الإرادة العامة للمجتمع يمكن تقسيمها وتعديلها ضمن الإرادات العامة المتحدة. لأن إرادة أي اتحاد هي عامة لأعضاءها وخاصة بالنسبة للمجتمع. والإرادة العامة الكبرى هي إرادة أغلبية الإتحادات، ويجب أن تتبع بمجرد معرفتها». (لامب صفحة 286).
وتمثل كيفية إنشاء مجموعة أو جماعة مبنية على الإرادة العامة للمجموع بينما هي مكونة من أفراد لديهم إرادتهم الخاصة المتميزة أحد تحديات لنظرية الإرادة العامة. لكن كول لا يعتبر ذلك تحديًا عمليًا على مستوى الترابط الوظيفي، حيث أن الولاء للمجموعة وتضامنها سيصبح بمثابة عامل ملزم تتلاقى عنده الإرادات الفردية في إرادة المجموعة العامة، بل أن بعض الأفراد سيكونون أكثر ميلاً إلى الانسجام مع إرادة المجموعة العامة مقارنة بالآخرين، وهذا لا يحل المشكلة النظرية لفكرة «إرادة الفرد مقابل إرادة المجموع العامة». لكن مشكلة «إرادة الفرد مقابل إرادة المجموع العامة» تدعم مبرر الحاجة إلى وحدات سياسية صغيرة من الإدارة والسلطة التي تتماثل مع جوهر الاشتراكية النقابية.

## الاشتراكية النقابية: السلطة الاقتصادية تسبق السلطة السياسية
لقد أدرك النقابيون أنه لا يمكن تحقيق الاشتراكية إلا من خلال التحول على المستوى الاقتصادي. الاشتراكية النقابية أو الاشتراكية الديموقراطية لا يمكن أن تتحقق إلا من خلال إنهاء علاقة عبودية العمل المأجور الرأسمالية بين العمال وصاحب العمل، وذلك أنه لا يمكن ضمان تحقيقها من خلال الحصول على السلطة السياسية والقيام بالإجراءات السياسية فقط، لأنه كما يكرر النقابيون: «السلطة الاقتصادية تسبق السلطة السياسية».
إن أولئك الذين يمتلكون وسائل الإنتاج يحتفظون بالقوة الحقيقية في المجتمع. حيث يسيطر الرأسماليون على إنتاج السلع وبذلك يصبحون مزودين بالتأثير الهائل على العمل السياسي. فكما يوضح هوبسون:
«السلطة الاقتصادية تسبق وتتحكم بالنشاط السياسي. فمن الصحيح دومًا أنه يجب على رجل السياسة أن يمتلك الوسائل المادية حتى يرسم أهدافه، وتحديدًا يجب على المرء أن يحمل مؤنته قبل الشروع في الرحلة، فالسلطة الاقتصادية لا تتأسس في النهاية على الثروة، لكن في السيطرة على وفرتها أو ندرتها. إذا كنت امتلك السيطرة على احتياطي المياه، فسوف تصبح سلطتي الاقتصادية هائلة، ولكن مع مساواة جميع المواطنين في الحصول على المياه، ستتوزع السلطة الاقتصادية ويجوز للمجتمع إقامة حمامات السباحة أو النوافير أو البحيرات الصناعية دون إذني. ليس ذلك فقط، لكن وفرة المياه، والتي تعتبر من الناحية الاقتصادية ذات قيمة لا حدود لها، تصبح أقل أهمية كقضية عملية كلما أصبحت متوفرة أكثر. وهكذا تعتمد هيمنة السلطة الاقتصادية على اعتبارين رئيسيين مفترضين: الندرة الطبيعية بالأساس، والتحكم الخاص بالثروة». (هوبسون 1920)
الاشتراكية النقابية تؤكد على تفوق السلطة الاقتصادية لسببين؛
أولاً: من أجل نقد فشل الاشتراكية الأرثوذكسية في إدراك أن السيطرة على السلطة السياسية في شكل الدولة القومية لم يكن كافيًا لتحقيق مجتمع ما بعد رأسمالي. لقد وسّع الاشتراكيون التقليديون سلطتهم السياسية من أجل إقامة دولة الرفاه والملكية الجماعية لوسائل الإنتاج. لكن الملكية الجماعية لا تغير وضع العامل باستثناء علاقة عبودية العمل المأجور، إنه مجرد نقل للسلطة من أيدي الرأسماليين إلى بيروقراطي الدولة. ولا يحصل العامل على سيطرة كبيرة أو مهمة على السلطة الاقتصادية بل تظل ممركزة في يد الدولة. لقد نجحت دولة الرفاه في معالجة الفقر المادي للطبقة العاملة، لكن الدولة غير قادرة على معالجة الاغتراب أو فقدان المكانة الاجتماعية الناتج عن علاقة عبودية العمل المأجور في نظام الإنتاج الرأسمالي.
ثانيا: إدراك أن «السلطة الاقتصادية تسبق السلطة السياسية» يوضح أن الاشتراكية النقابية ليست ممكنة إلا من خلال إقامة علاقات إنتاجية بصورة ديموقراطية. عندما يتحكم العمال بعملهم في المعمل ديموقراطيًا، يصبح لديهم صوتًا فعّالًا وسلطة حقيقية من خلال سلطة معملهم الاقتصادية. عندما تتحكم المعامل الديمقراطية في إنتاج السلع، سيضطر ذلك البيروقراطيين وأعضاء أجهزة الدولة لخدمة مصالحها. وعلى هذا الأساس يصبح هدف الاشتراكية النقابية واضحًا في تحويل المعامل نحو السلطة الديمقراطية.
فقد أوضح المنظر الماركسي الدولاني نيكوس بولانتزاس أن الدولة القومية هي تكثيف تطبيق العلاقات. أي أن علاقات السلطة الطبقية الكامنة في الاقتصاد تنعكس على الدولة والمشهد السياسي. وحيث أن الرأسماليون هم الطبقة المهيمنة في النظام، فهم يملكون أعظم تأثير على الدولة القومية. ومع ذلك، تمتلك الطبقة العاملة سلطة في النظام الرأسمالي بالفعل، لأنها تبيع قوة عملها كسلعة، وبالتالي تنعكس أقل قدراتها أيضا على الدولة. والدولة عادةً تتخذ إجراءات تخدم مصلحة الطبقة العاملة (مثل توفير الرعاية الصحية)، لكن هذا يهدف إلى تخفيف التوتر الطبقي وهو أمر ضروري لإستمرار النظام الرأسمالي. وبينما تتخذ الدولة إجراءات تبدو أنها تناقض مصالح الرأسماليين، تكون هذه الإجراءات في الحقيقة في مصلحة الطبقة الرأسمالية بشكل عام لأنها تستنسخ تمركزهم المهيمن.
إن نظرية نيكوس بولانتزاس عن الدولة تدعم دعوة الاشتراكيين النقابيين للتركيز على تغيير طرق الإنتاج في المجتمع لأن الدولة ستعكس دائمًا علاقات إنتاجية. وإذا نظّم الإنتاج بمسؤولية ديمقراطية متساوية، فإن علاقات السلطة المتماثلة ستستنسخ على طول الجهاز السياسي.